# Amarone (restaurant)
Amarone is een restaurant in Rotterdam. Het restaurant werd in 2006 geopend door chef-kok Gert Blom, onder zijn leiding kreeg het restaurant in 2008 een Michelinster. In 2018 nam chef-kok Jan van Dobben het restaurant volledig over en wist de Michelinster te behouden. De eetgelegenheid heeft 15,5 van de 20 punten in de GaultMillau-gids.

## Locatie
Restaurant Amarone is gelegen in het centrum van Rotterdam, aan winkelstraat de Meent. Voor de luxueuze eetgelegenheid zijn intrek nam was er een grillrestaurant gevestigd. In augustus 2019 vond een brand plaats, na een renovatie heropende het restaurant een half jaar later.

## Geschiedenis

### Tijdperk Blom
Chef-kok Gert Blom opende in 2006, samen met compagnon Harrie Baas, restaurant Amarone. Blom deed ervaring op onder de vleugels van Robert Kranenborg en stond daarnaast jarenlang in de keuken bij, de eveneens Rotterdamse zaak La Vilette.
Het restaurant kende een vliegende start, een jaar na de opening ontving Amarone een Michelinster. Daarnaast kwam het als hoogste binnenkomer in culinair tijdschrift Lekker te staan, op plaats 54 van de beste eetgelegenheden van Nederland. In 2015 verliet mede-eigenaar en sommelier Harrie Baas het restaurant.

### Tijdperk Van Dobben
Jan van Dobben werkte sinds 2012 al in de keuken van Amarone. Hij deed onder andere ervaring op bij het Franse driesterrenrestaurant L’Arnsbourg, hier leerde hij zijn latere vrouw, oenoloog Yoshiko Takayama kennen. Terug in Nederland gaat hij aan de slag bij Amarone. Takayama reisde mee naar Nederland, maar ging eerst nog enkele jaren bij &moshik werken.
In 2017 werd Jan van Dobben mede-eigenaar van Amarone, een jaar daarna nam hij samen met zijn vrouw en sommelier het hele restaurant over. Ondanks de overname bleef het restaurant hoog aangeschreven. Naast het behoud van de Michelinster stond Amarone in 2023 op plaats 68 van Lekker. De zaak werd in 2025 onderscheiden met 15,5 van de 20 punten in de GaultMillau. Deze laatste gids onderscheidde Van Dobben-Takayama in 2019 tot "Sommelier van het Jaar 2020".
Op 22 augustus 2019 moest Amarone na een grote brand zijn deuren sluiten. Er was kortsluiting ontstaan in een wandcontactdoos in de kelder. Na een renovatie heropende het restaurant weer op 21 februari 2020.